# Ai no Bakayarō
Singles de Maki Gotō
Afurechau...Be in Love
(2001)
Ai no Bakayarō (愛のバカやろう, , ou Bakayaro, Bakayarou) est le 1er single en solo de Maki Gotō dans le cadre du Hello! Project, sorti en 2001 au Japon, No 1 à l'Oricon.

## Présentation
Le single sort le 28 mars 2001 au Japon sous le label zetima, alors que Maki Gotō fait encore partie du groupe Morning Musume en parallèle. C'est l'un de ses quatre disques à sortir sur ce label ; à partir de son cinquième single, ses disques pour le Hello! Project sortiront sur le label affilié Piccolo Town. Le single est écrit et produit par Tsunku. Il atteint la 1re place du classement de l'Oricon. Il se vend à 268 330 exemplaires la première semaine, et reste classé pendant 9 semaines, pour un total de 434 790 exemplaires vendus. C'est son single le plus vendu à ce jour (2010).
La chanson-titre du single figurera sur l'album Makking Gold 1 de 2003, puis dans une version différente sur la compilation Maki Goto Premium Best 1 de 2005, et dans sa version originale sur la compilation Maki Goto Complete Best Album 2001-2007 de 2010. Le titre en "face B" en est une version remixée.

## Liste des titres
Toutes les chansons sont écrites et composées par Tsunku.
| 1. | Ai no Bakayarō (愛のバカやろう)                                               | Suzuki "Daichi" Hideyuki | 4:44 |
| 2. | Ai no Bakayarō ~trance trip version~ (愛のバカやろう ～trance trip version～) | Uesugi Hiroshi           | 5:21 |
| 3. | Ai no Bakayarō (instrumental) (愛のバカやろう (Instrumental))                 | Suzuki "Daichi" Hideyuki | 4:45 |